# Friedrich Heinrich Limbach
Friedrich Heinrich Limbach (* 7. September 1801 in Braunschweig; † 28. Oktober 1887 in Berlin) war ein deutscher Schauspieler und Regisseur.

## Leben

„Herr Limbach“ 1831 Hoftheater Meiningen

Wallensteins Tod, Düsseldorf 1835, Ehepaar Limbach

Limbach entstammte einer alt eingesessenen Braunschweiger Schuhmachermeister-Familie, wohnhaft in der Wendenstraße, zuletzt Nr. 1601. Seine Mutter war eine Tochter des Hof-Kunstdrechslers Zacharias Conrad Tägtmeyer, wohnhaft am Bohlweg, zuletzt Nr. 2077. Dieser und nachfolgend der Sohn Johann Heinrich Tägtmeyer waren darüber hinaus Lehrer am damaligen Collegium Carolinum am Bohlweg. In der Nachbarschaft befand sich das Opernhaus am Hagenmarkt, deren Direktoren, Sophie Walther (An der Catharinenkirche Nr. 1982) sowie Ernst August Friedrich Klingemann (Bohlweg Nr. 2071), in Sichtweite wohnten. Limbach selbst wandte sich später ebenfalls der Schauspielerei zu und wird als  geschätztes Ensemble-Mitglied beschrieben, das sich durch Bildung und Zuverlässigkeit auszeichnete.

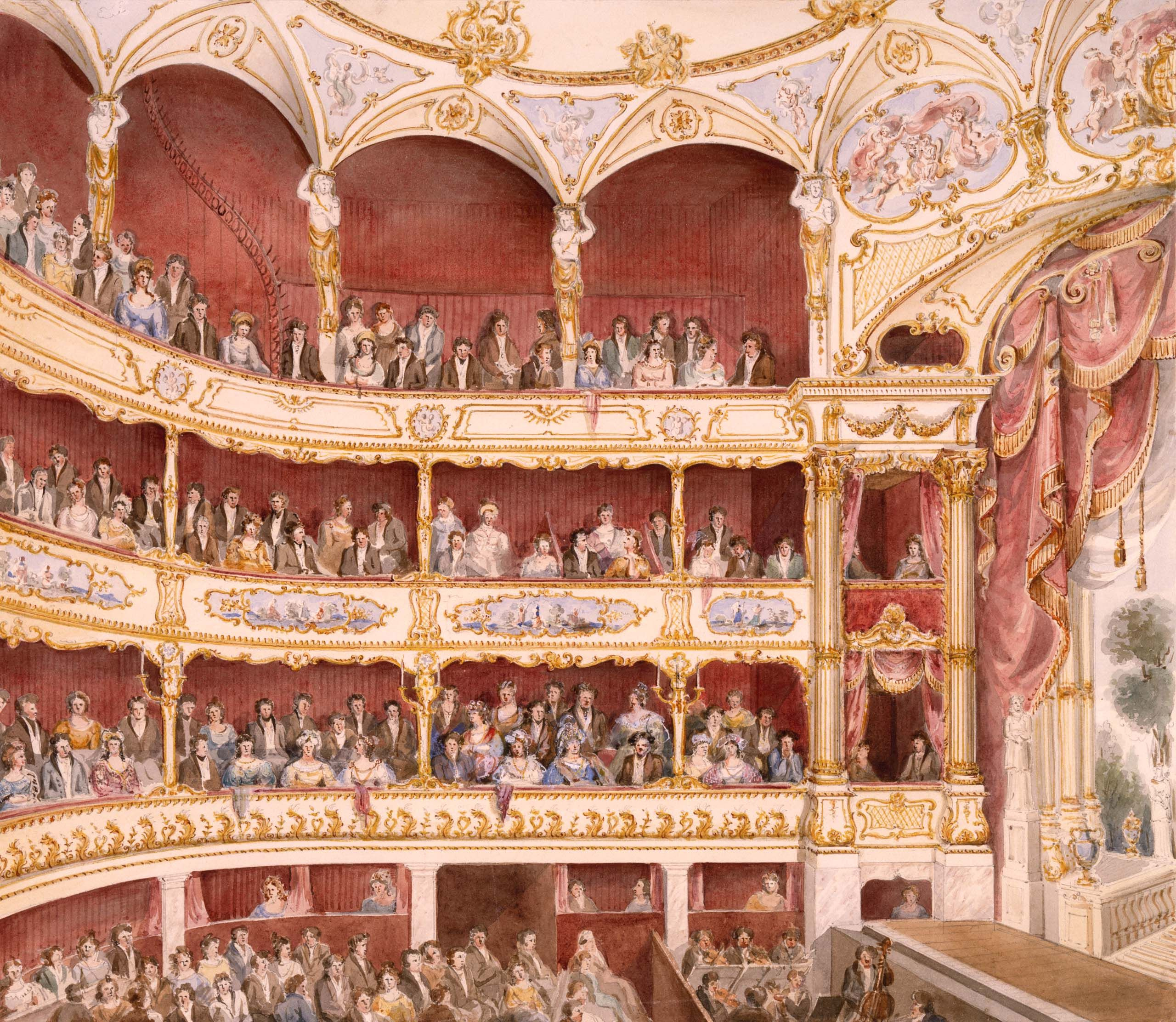
St. James Theater London, Gemälde von John Gregory Crace, 1835

In einschlägigen Theater-Almanachen lässt sich ein (Herr) Limbach nachweisen: 1825 für Merseburg (dort Walther’sche Gesellschaft), 1826 Halle (dort Gerlach’sche Gesellschaft), Spätsommer 1827 Rudolstadt (Truppe von v. Schwartz). 1828 hatte Heinrich Eduard Bethmann die Truppe übernommen, zunächst für das Leipziger Stadttheater, als dort Karl Theodor von Küstner die Direktion niedergelegt hatte. Mit dieser Bethmann’schen „Herzoglich-Anhalt-Dessauischen“ Gesellschaft reiste Limbach durch den mitteldeutschen Raum (z. B. 1831 an das neue Herzogliche Hoftheater Meiningen) zusammen mit seiner Ehefrau, der Schauspielerin und Sängerin Auguste Mathilde Hildebrandt (1801–1885), geschiedene Hartmann, Tochter des Dresdener Theater-Requisiteurs Franz Matthias Anton Hildebrandt, – als „M. Limbach“ nicht zu verwechseln mit Madelaine/Magdalena Limbach (* 1810) sowie Margaretha Limbach (* 1817), letztere verheiratet mit Schauspieler Freymüller.
1834 holte Karl Immermann das Ehepaar an das Stadttheater Düsseldorf, wo Immermann dabei war, das Rollenstudium nach eigener Methode zu reformieren und zu optimieren (Immermann’sche Musterbühne). 1837 gingen die Limbachs an das Hoftheater Detmold, wo bald auch drei ihrer Kinder auf der Bühne standen, unterbrochen von einem Engagement in Oldenburg am Großherzoglichen Hoftheater. Schließlich wirkten sie von 1850 bis circa 1863 am Hoftheater Darmstadt – mit Gastengagements in Oldenburg, Hamburg, London (1852 und 1853 Sommer-Engagements im St James’s Theatre unter Emil Devrient) und 1856 Berlin (Friedrich Wilhelmstädtisches Theater, später Deutsches Theater Berlin).
Den Lebensabend verbrachte das Ehepaar in Berlin bei ihrer Tochter, der Sopranistin Luise Limbach (1834–1909), verheiratete von Carnap. Darüber hinaus hatten Friedrich Heinrich und Mathilde Limbach folgende Kinder:
- Marie Susanna (* 1827 in Rudolstadt, † 1912 in Houston/Texas), Sängerin und Schauspielerin, verheiratet mit dem Opernsänger Friedrich Gottlieb Adolph Benda.
- Marie Therese (* 1837 in Detmold, † circa 1906 in München), verheiratete Kraitmayr, Schauspielerin und Sängerin in Kassel am Kurfürstlichen Opernhaus (Staatstheater Kassel).
- Anton Paul (* 1840 in Detmold, † 1899 in Chicago), Sänger (Bass), 1881 ausgewandert als Lithograph.
- Ludwig Theodor (* 1844 in Detmold).